# Red Marks
Red Marks är ett spanskt rockband, startat år 1996 i Las Palmas (Kanarieöarna). Under sin karriär har de släppt två studioalbum: Red Marks (2008) och Las Cosas Han Cambiado (2010), och spelat ihop med Mick Taylor bland många andra, dessutom har de blivit valda som ett av Spaniens bästa rockband actuellt. Deras musikstil blandar ihop 1960/1970-tals blues och rock and roll, och även hårdrock. De själva påstår att deras influenser kommer, speciellt, från Cream, The Doors, Led Zeppelin, Jimi Hendrix bland några andra.

## Medlemmar
- Marcos Alonso - sång
- Juanma Barroso - gitarr
- Fabio Pérez - bas
- Alejandro Segura - trummor

## Diskografi
- Red Marks - 2008
- Las Cosas Han Cambiado - 2010